# Casa di Tubinga
La Casa di Tubinga era una famiglia aristocratica sveva. I conti di Tubinga discendevano dai conti di Nagoldgau e nel tempo acquisirono ampi possedimenti e la prestigiosa carica di conti palatini di Svevia. Come manifestazione del proprio status, i membri della casa di Tubinga divennero celebri per le loro corti opulente, inoltre, come molte altre famiglie aristocratiche tedesche, la casa di Tubinga si divise in un gran numero di rami. Tra questi i rami dei conti di Tubinga-Lichteneck (estintosi nel 1664) e di Tubinga-Montfort a Tettnang (estintosi nel 1779) furono i più longevi. Fondarono un gran numero di monasteri, ai quali elargirono sempre generose donazioni, che alla lunga portarono al declino economico della famiglia.

## Storia

### Origini

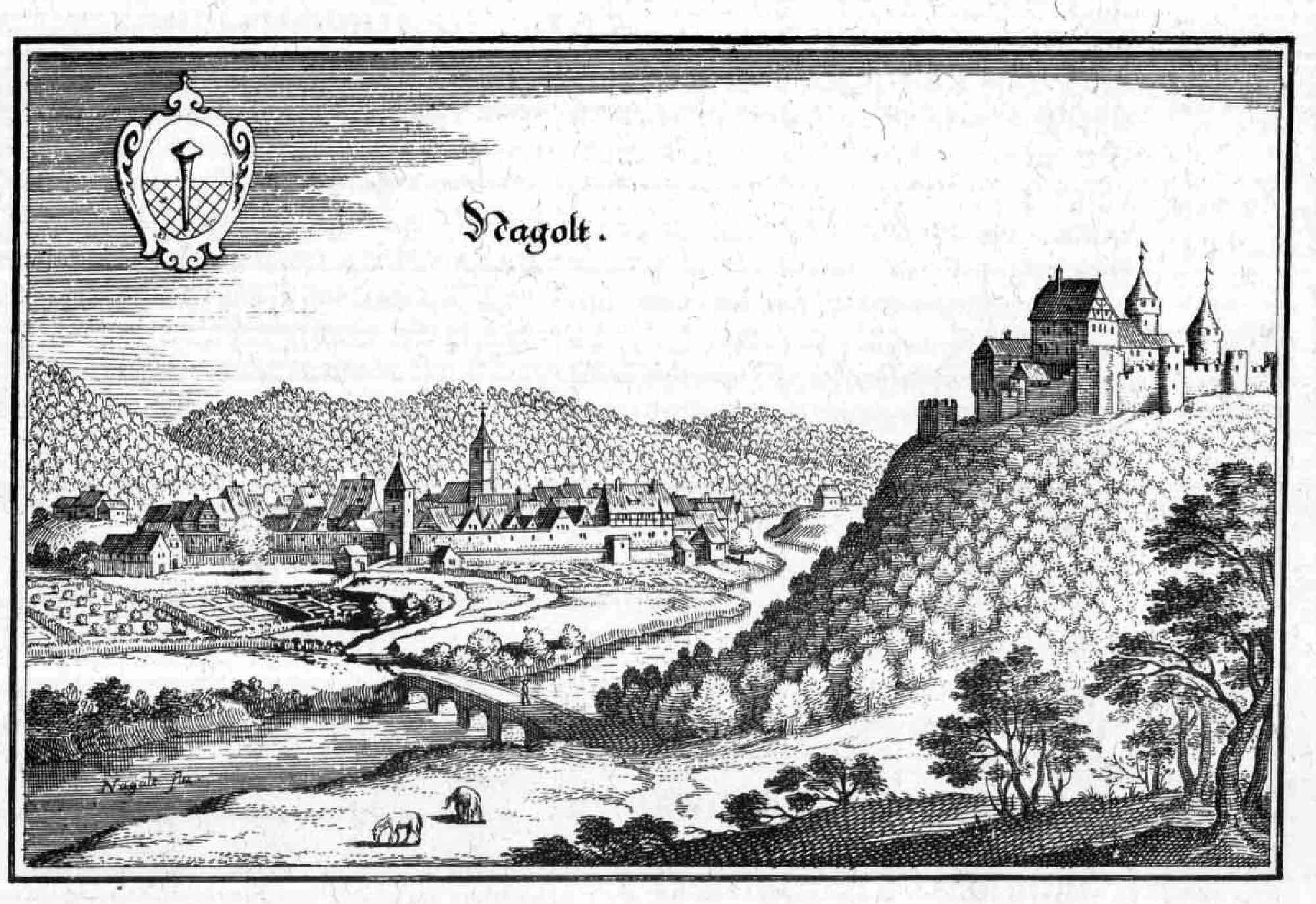
Nagold e il castello di Hohennagold (intorno al 1650)

Anselmo il Vecchio, in carica attorno al 966, è il più antico conte di Nagoldgau documentato, alla cui contea apparteneva la località Kuppingen. Il nonno di Anselmo il Vecchio, anche lui chiamato Anselmo, si alleò con il conte palatino di Svevia Ercangero e con il vescovo di Costanza Salomone III, ottenendo nel 911 la condanna e l'esecuzione per alto tradimento dell'anziano Burcardo I di Svevia. Secondo una tradizione successiva, Anselmo stesso divenne l'escutore dell'assassinio di Burcardo. Attorno al 1007 fu conte di Nagoldgau Ugo I, che aveva la città di Holzgerlingen assegnata al suo Gau Glehuntare. Un altro conte di Nagoldgau fu Anselmo il Giovane, in carica tra il 1027 e il 1048.

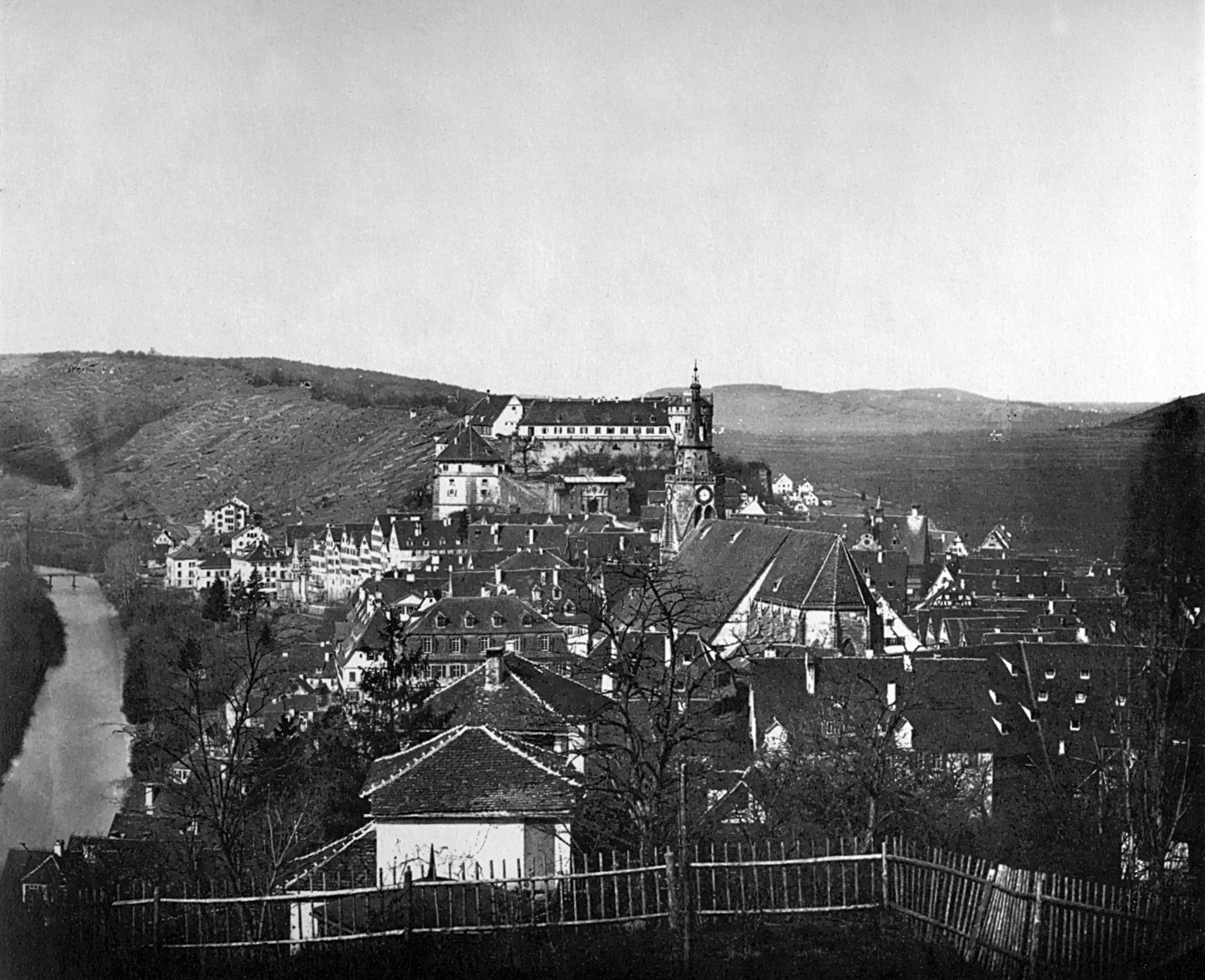
Tubinga e il castello di Hohentübingen in una foto del 1875.

La contea di Tubinga divenne possesso stabile della casata con l'avvento del conte di Nagoldgau Ugo III. Quest'ultimo viene menzionato per la prima volta in tale veste in un documento del 1078, nel quale si parla del fallito assedio della città di Tubinga (nel documento in latino castrum Twingia), nel corso della lotta per le investiture, da parte del re dei Romani Enrico IV di Franconia. Nonostante il sovrano non fosse riuscito a conquistare il castello, Ugo III fu costretto sottomettersi l'anno successivo. Ugo III di Nagold, suo fratello Sigiboto, e il loro nipote Enrico, figlio di Anselmo il Giovane e conte di Tubinga, sono indicati come fondatori del monastero di Blaubeuren.

### Conti palatini di Svevia

Albero genealogico conti palatini di Svevia della casa di Tubinga in un manoscritto dell'archivista segreto Wilhelm Ferdinand Ludwig Scheffer del 1821.

Nel 1146 morì Adalberto, conte di Lauterburgo e conte palatino di Svevia, nonché figlio di Manegoldo il Vecchio. Probabilmente in virtù della fedeltà mostrata alla dinastia Hohenstaufen, il re dei Romani Corrado III di Svevia assegnò al conte di Nagoldgau e di Tubinga Ugo V la contea palatina di Svevia, che governò con il nome di Ugo I. A quel tempo, il titolo di conte palatino rendeva il suo possessore un rappresentante del re di Germania all'interno dei ducati originari, facendogli acquisire un'importanza gerarchica superiore a quella di tutti gli altri conti e seconda solo a quella del duca. In tal modo i conti palatini assumevano una sorta di funzione di controllo per conto del sovrano, acquisivano il diritto di esercitare l'ufficio di giudice in nome del re, insieme ai diritti di caccia, di dogana e il diritto di conio, come dimostra il Pfennig di Tubinga coniato per la prima volta nel 1185.
Ugo I morì nel 1152 e il figlio Federico divenne conte palatino di Svevia con il nome di Federico II, poiché era esistito un Federico I, conte palatino di Svevia alla metà dell'XI secolo. Federico II morì senza eredi nel 1162 e gli successe il fratello Ugo II, che sposò l'ereditiera Elisabetta di Bregenz. Grazie alla moglie ereditò Bregenz e altre proprietà nella Rezia curiense, a Tettnang e a Sigmaringen. Gießen, invece, fu venduta ai Langravi d'Assia nel 1264. Nel 1171 Ugo II fondò il monastero Marchtal e morì nel 1182. Ugo III, secondogenito di Ugo II, fu il fondatore della linea dei conti di Montfort.

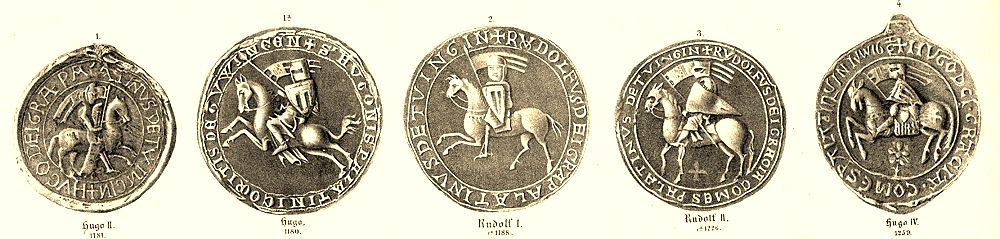
Sigilli dei conti palatini di Svevia della casa di Tubinga.

Il conte palatino di Svevia Rodolfo I, primogenito di Ugo II, fondò il monastero di Bebenhausen intorno al 1183. Sposò la contessa di Gleiberg Matilde di Gießen e il secondogenito della coppia, Guglielmo I, fondò il ramo di Asperg-Gießen-Böblinger.
Rodolfo I morì nel 1219 e il successivo conte palatino di Svevia fu il suo primogenito Rodolfo II, morto nel 1267, che ottenne il governo su Horb, Herrenberg e Tubinga. Nel 1247 divenne conte palatino di Svevia Ugo IV, primogenito di Rodolfo II e capostipite della linea di Horb.
Il secondogenito di Rodolfo II, Rodolfo III detto Rodolfo di Scheer, fu il fondatore del ramo di Herrenberg, dal quale a sua volta discese il ramo di Werdenberg. Suo figlio Eberardo successe a Ugo IV come conte palatino di Svevia nel 1267.
Nel 1294 Eberardo vendette la contea palatina di Svevia al cugino Goffredo I, conte di Böblingen e nipote di Guglielmo I. Goffredo I morì nel 1316 e gli successe il figlio Guglielmo II, a sua volta scomparso nel 1327. L'ultimo conte palatino di Svevia della casa di Tubinga fu Goffredo II, figlio di Guglielmo II, che nel 1344 vende la contea palatina al conte di Württemberg Ulrico III.

### L'estinzione della casata

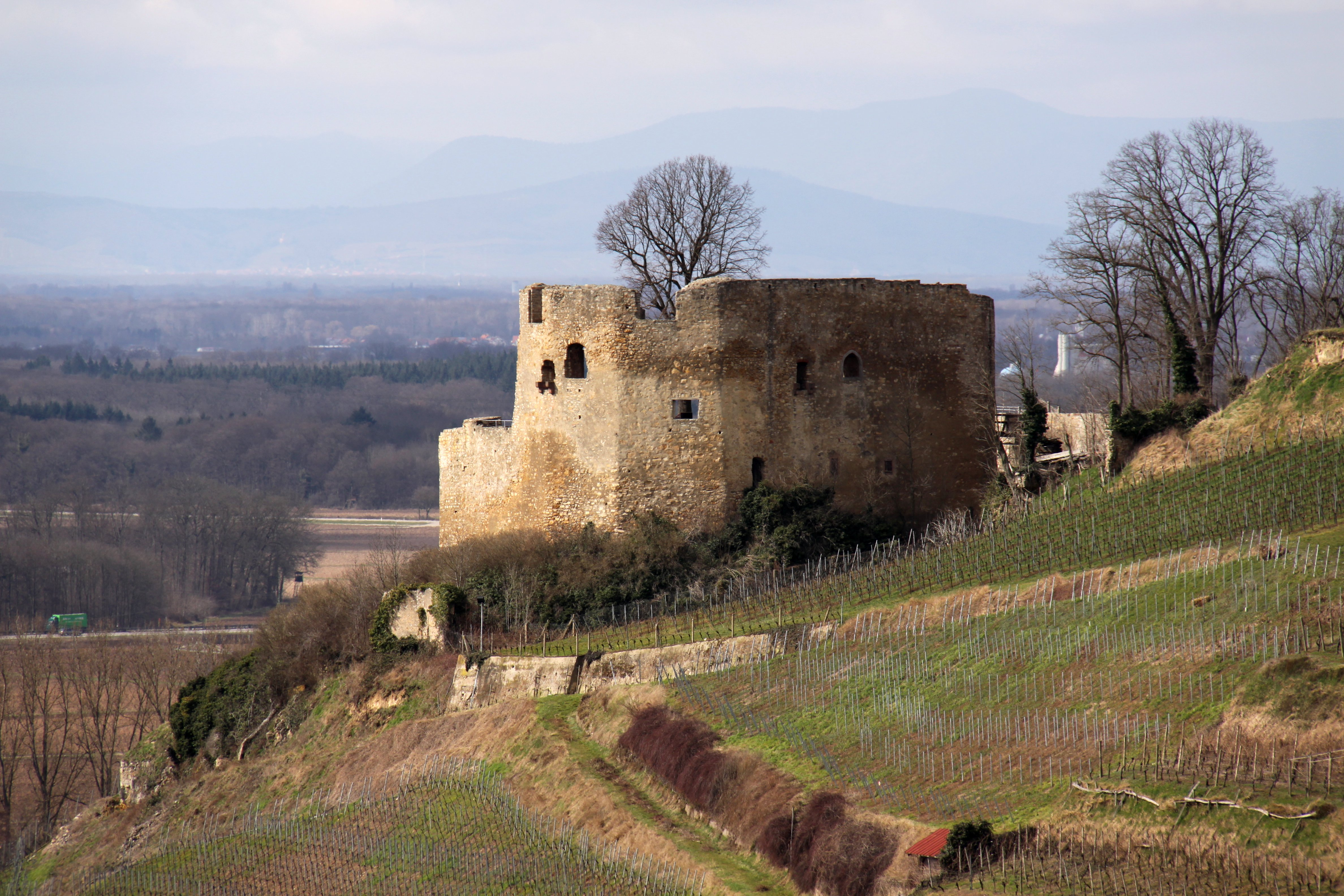
Il castello di Lichteneck.

Le singole linee si estinsero gradualmente: Horb scomparve nel 1293, Asperg dopo il 1357, Böblingen nel 1377, mentre Herrenberg nel 1667.

## Stemma

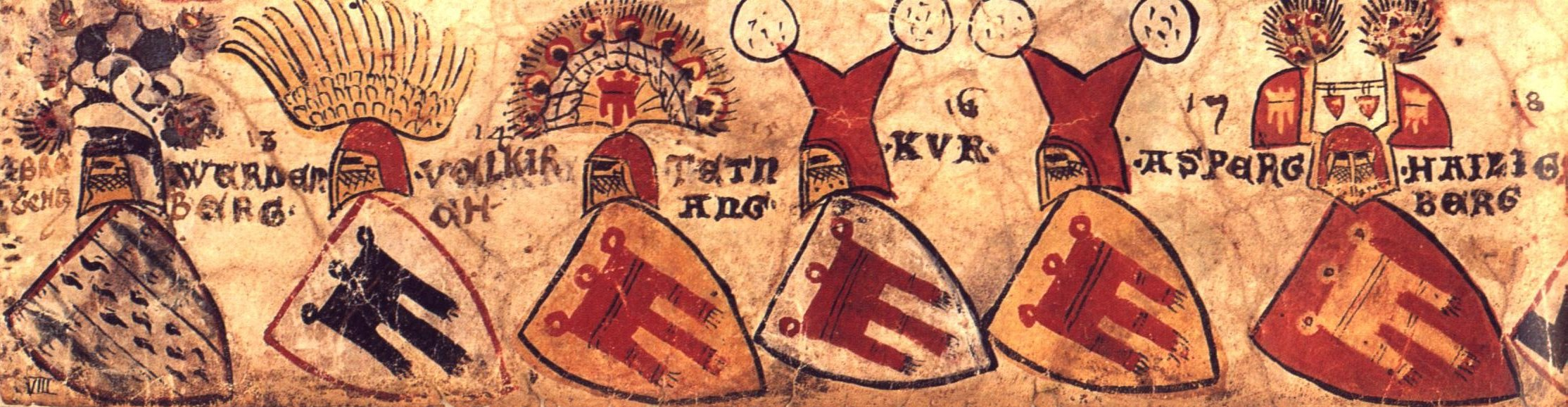
Stemmi dei conti di Bregenz e di alcune linee della casa di Tubinga, dallo stemmario di Zurigo, datato tra il 1335 e il 1345.

Gli stemmi dei vari rami che componevano la casa di Tubinga mostrano sempre la stessa immagine, un gonfalone. Tuttavia, ogni ramo tendeva a modificare i colori dello smalto e del gonfalone per distinguersi dagli altri, con la tendenza generale a mantenere per gli anelli e le frange lo stesso colore utilizzato per il gonfalone.
Gli stemmi dei vari rami sono i seguenti:
- Lo stemma del ramo dei conti palatini di Svevia, dei conti di Tubinga e di Böblingen era: «d'oro al gonfalone di rosso.»;
- Lo stemma dei conti di Montfort, tuttora utilizzato dal länder del Vorarlberg, era: «d'argento al gonfalone di rosso.»;
- Lo stemma dei conti di Rothenfels era: «d'oro al gonfalone di nero.»;
- Lo stemma dei conti di Asperg era: «di nero al gonfalone partito di rosso e d'oro.»;
- Lo stemma dei conti di Herrenberg era: «di rosso al gonfalone d'oro.»;
- Lo stemma dei conti di Werdenberg e di Feldkirch era: «d'argento al gonfalone di nero.»;
- Lo stemma del ramo di Werdenberg-Vaduz era: «di nero al gonfalone d'argento.»;
- Lo stemma del ramo di Werdenberg-Sargans, che passò ai Fürstenberg tramite la linea di Werdenberg-Sargans-Trochtelfingen, era: «di rosso al gonfalone d'argento.».

Stemma della Casa di Tubinga
Stemma della Casata di Tubinga-Montfort
Stemma della Casata di Tubinga-Rothenfels
Stemma della Casata di Tubinga-Asperg
Stemma della Casata di Tubinga-Herrenberg
Stemma della Casata di Tubinga-Werdenberg
Stemma della Casata di Tubinga-Werdenberg-Vaduz
Stemma della Casata di Tubinga-Werdenberg-Sargans

In seguito quasi tutte le città che erano state governate dalla casa di Tubinga adottarono come proprio lo stemma del ramo che li aveva governati. Fa eccezione la città di Horb, che adottò successivamente lo stemma di Hohenberg.

## L'estinzione della casata

### Gli ultimi conti palatini della casa di Tubinga

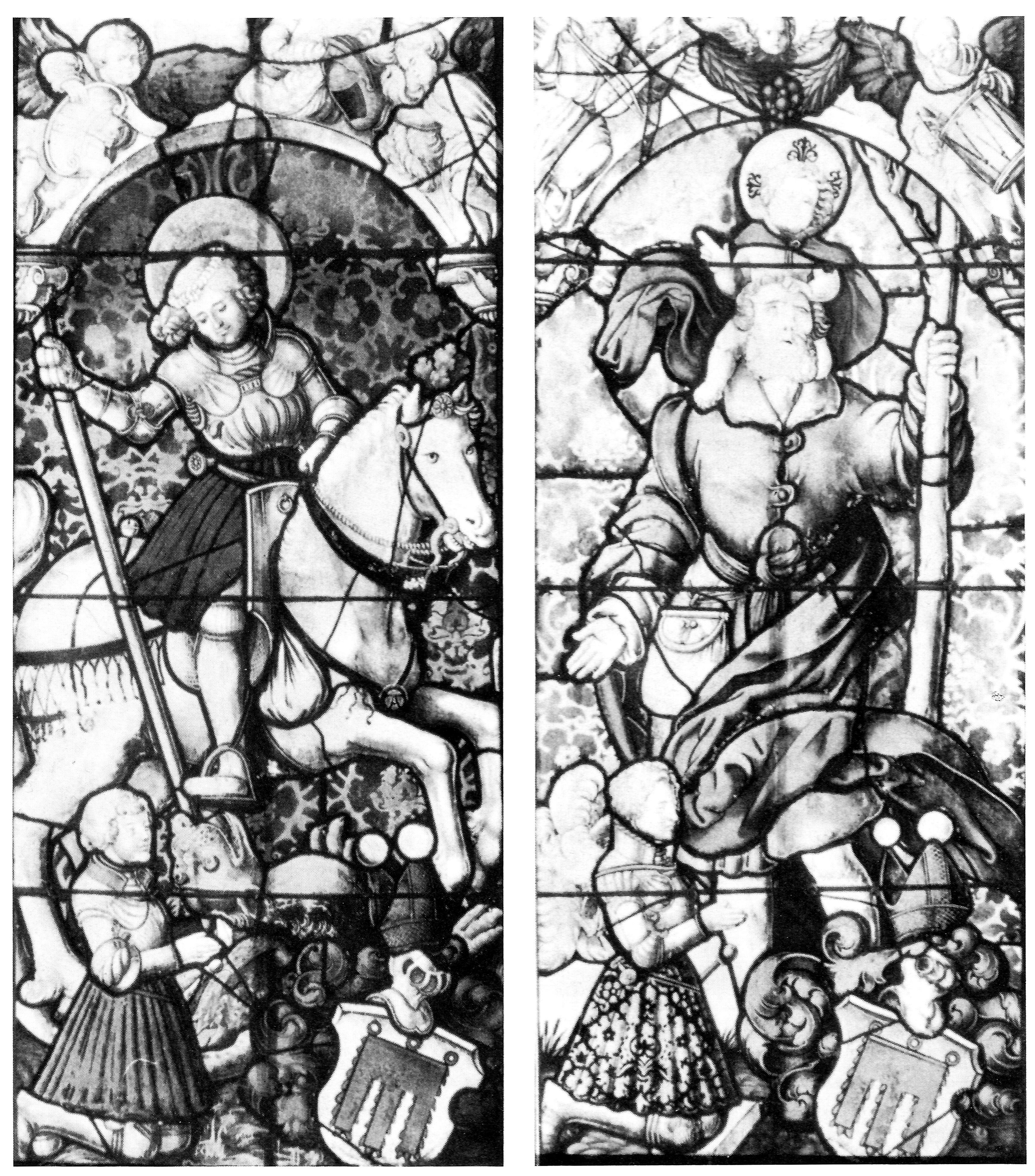
Giorgio II di Tubinga-Lichteneck e suo nipote Corrado V, entrambi conti di Tubinga e signori di Lichteneck.

Manfred Eimer ha riassunto la storia degli ultimi conti palatini di Svevia della casa di Tubinga come segue:
Intorno al 1304 il conte palatino di Svevia Goffredo I di Tubinga era fortemente indebitato con il monastero di Bebenhausen. Così, concesse al monastero ampi diritti sulla città limitrofa, ma anche su Böblingen e Calw.
Nel 1311 il re dei Romani Enrico VII impose il bando imperiale al conte del Württemberg Eberardo l'Illustre. Goffredo I di Tubinga fu nominato comandante dell'esercito imperiale contro Eberardo, probabilmente perché, a differenza della città imperiale di Esslingen, era in grado di fornire cavalleria. Goffredo I pose d'assedio il castello di Wirtemberg, possesso dei conti di Württemberg, costringendo Eberardo a fuggire il 22 maggio 1311. Dopo averlo conquistato, Goffredo I distrusse il castello e in segno di gratitudine, la città di Esslingen rilevò il debito del conte palatino di Svevia nei confronti del monastero, riscattando per lui la città di Bebenhausen. Tuttavia, già la generazione dei suoi figli e dei suoi nipoti si trovò anche più indebitata di prima.
Il conte palatino di Svevia Goffredo II di Tubinga concluse un contratto con la città di Tubinga, la quale si sarebbe fatta carico dei debiti del conte palatino, mentre il ruolo di garante veniva svolto dal conte di Württemberg Ulrico III, figlio di Eberardo. Per un periodo di nove anni, alla città furono conferiti ampi poteri, come la libera scelta dei funzionari e la distribuzione delle entrate fiscali. Nel 1342 Goffredo II di Tubinga, alleato di Carlo di Lussemburgo, entrò in conflitto con Ulrico III di Württemberg, che cercò e ottenne l'appoggio dell'imperatore Ludovico IV il Bavaro. L'imperatore si pose come mediatore e decise di dare piena soddisfazione a Ulrico, affermando che il conte palatino di Svevia poteva liberarsi da questa situazione solo vendendo i propri diritti. Il 5 dicembre 1342 Goffredo II vendette i suoi diritti sulla città di Tubinga per 20.000 Heller d'oro, riservandosi è riservato solo due diritti:
1. La proprietà dell'allevamento di cani di Bebenhausen, poiché i monaci dovevano fornirgli i cani da caccia;
2. I diritti di caccia nello Schönbuch.

Ma l'onere del debito era così alto che già nel 1344 dovette vendere a Ulrico III di Württemberg entrambi i diritti, oltre a quelli sulla città di Böblingen, riottenendoli, però, in affido. Allo stesso modo, nel 1365 sua moglie Clara, figlia del conte di Friburgo Federico, morto il 9 novembre 1356, fu costretta a vendere i propri diritti sulla città di Friburgo a suo zio, il conte Egon di Friburgo, per 1000 marchi d'argento. Inoltre, il feudo perse l'immediatezza, diventando sottoposto ai conti di Württemberg.
Giovanni Giorgio di Tubinga, noto anche come Hansjörg, fu l'ultimo discendente maschio in linea diretta dei conti palatini di Svevia della casa di Tubinga. Durante la guerra dei trent'anni servì il duca Giovanni Federico del Württemberg come capitano del castello di Hohentübingen.

### «L'ultimo conte palatino» di Ludwig Uhland

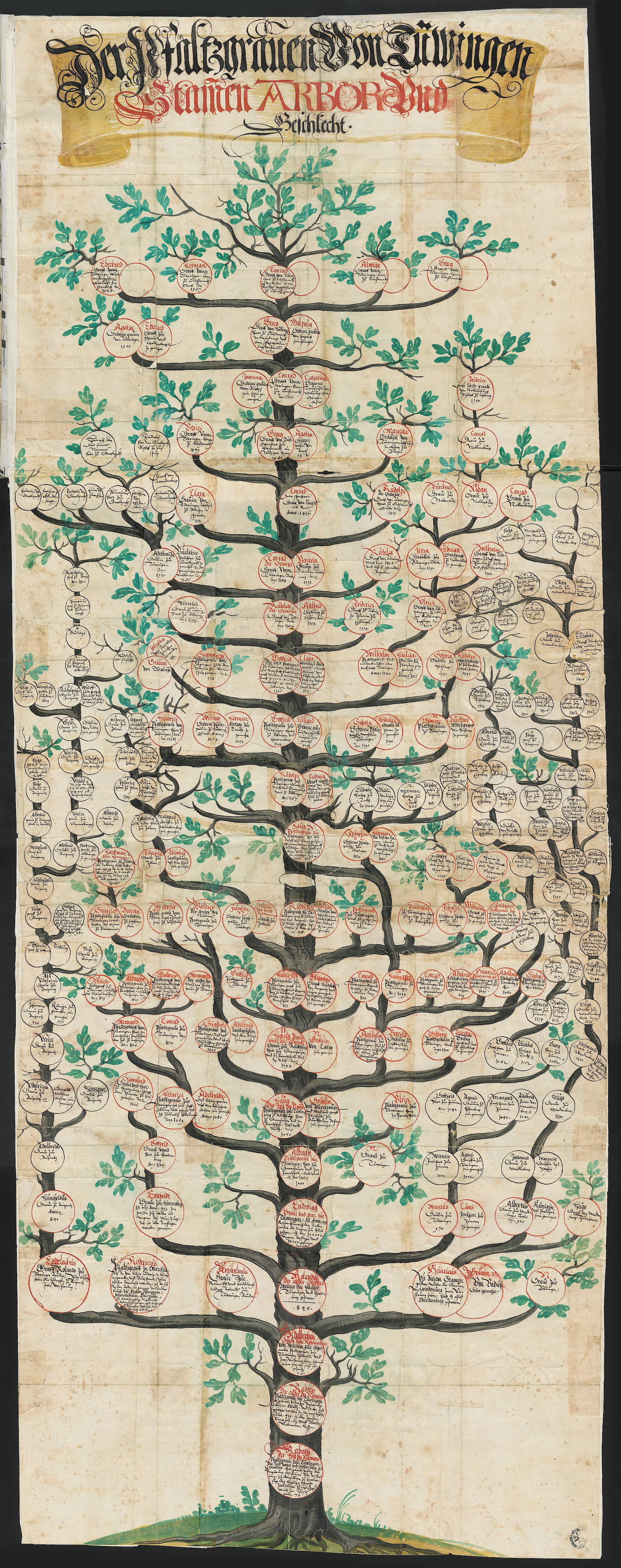
Conti palatini di Svevia della casa di Tubinga sull'albero genealogico di David Wolleber del 1591.

Con la sua poesia L'ultimo conte palatino (in tedesco Der letzte Pfalzgraf), Ludwig Uhland ha dedicato un vero e proprio monumento letterario al decadimento di questa casa principesca un tempo potente.
|    | Der letzte Pfalzgraf                      |
|    |                                           |
|    | Ich, Pfalzgraf Götz von Tübingen,         |
|    | Verkaufe Burg und Stadt                   |
|    | Mit Leuten, Gülten, Feld und Wald:        |
|    | Der Schulden bin ich satt.                |
|    |                                           |
| 5  | Zwei Rechte nur verkauf’ ich nicht,       |
|    | Zwei Rechte gut und alt:                  |
|    | Im Kloster eins, mit schmuckem Turm,      |
|    | Und eins im grünen Wald.                  |
|    |                                           |
|    | Am Kloster schenkten wir uns arm          |
| 10 | Und bauten uns zu Grund:                  |
|    | Dafür der Abt mir füttern muß             |
|    | Den Habicht und den Hund.                 |
|    |                                           |
|    | Im Schönbuch um das Kloster her,          |
|    | Da hab ich das Gejaid:                    |
| 15 | Behalt’ ich das, so ist mir nicht         |
|    | Um all mein andres leid.                  |
|    |                                           |
|    | Und hört ihr Mönchlein eines Tags         |
|    | Nicht mehr mein Jägerhorn,                |
|    | Dann zieht das Glöcklein, sucht mich auf! |
| 20 | Ich lieg’ am schatt’gen Born.             |
|    |                                           |
|    | Begrabt mich unter breiter Eich’          |
|    | Im grünen Vogelsang                       |
|    | Und lest mir eine Jägermess’,             |
|    | Die dauert nicht zu lang’.                |